# Newton Pádua
Newton de Menezes Pádua (* 3. November 1894 in Rio de Janeiro; † 1966) war ein brasilianischer Komponist.

## Leben
Padua studierte am Instituto Nacional de Música in Rio de Janeiro Cello, Dirigieren und Komposition bei Frederico Nascimento, Breno Niederberger, Eurico Costa und Francesco Comaglia. Von 1912 bis 1914 war er an der Accademia Nazionale di Santa Cecilia in Rom Schüler von Luigi Fiorino und Giacomo Setaccioli. Nach seiner Rückkehr nach Brasilien besuchte er die Celloklasse von Alfredo Gomes und studierte Kontrapunkt bei Paulo Silva, Komposition und Orchestration bei Francisco Braga, Musikgeschichte bei Octávio Bevilacqua, Dirigieren bei Walter Burle Marx, Kirchenmusik bei Padre Pedro Sinzig und Harmonielehre bei Agnello França. 1931 gehörte er zu den Begründern des "Orquestra do Theatro Municipal" von Rio de Janeiro. Seit 1934 unterrichtete er an der Escola Nacional de Música Harmonielehre und am Konservatorium Komposition und Instrumentation. 
Er komponierte eine Oper, eine Sinfonie, drei Orchestersuiten, eine Streichersuite, Variationen und Fuge für Klavier und Orchester, Lied und Tanz für Cello und Orchester, kammermusikalische Werke, Orgelwerke, zwei Messen, Motetten und Orchesterlieder.